# فرودگاه بین‌المللی دنیپروپتروفسک
فرودگاه بین‌المللی دنیپرو (به انگلیسی: Dnipro International Airport) (به اوکراینی:"Міжнародний аеропорт "Дніпро") یک فرودگاه همگانی با کد یاتا DNK است که یک باند فرود بتن دارد و طول باند آن ۲۸۴۱ متر است. این فرودگاه در شهر دنیپرو و در کشور اوکراین قرار دارد و در ارتفاع ۱۴۷ متری از سطح دریا واقع شده‌است.

## شرکت‌های هواپیمایی و مقصدهای پروازی
| شرکت‌های هواپیمایی           | مقصدهای پروازی                                            |
| --------------------------- | --------------------------------------------------------- |
| آسترین ایرلاینز             | وین                                                       |
| دنیپرواویا                  | بوریسپیل، لیو دانیلو هالیتسکی، تفلیس فصلی: باتومی, بورگاس |
| الین‌ایر                     | چارتر فصلی: سالونیک                                       |
| هواپیمایی بین‌المللی اوکراین | بوریسپیل، بن گوریون                                       |
| Windrose Airlines           | چارتر فصلی: آنتالیا، دوبروونیک، هراکلین، شرم‌الشیخ، تیوات  |

Source: 